# Глен-Эйра
Городская территория Глен-Эйра (англ. The City of Glen Eira) — район местного самоуправления в штате Виктория, Австралия, расположенный в юго-восточном пригороде Мельбурна. Занимает территорию 38,7 кв. км. По данным переписи 2006 года население Глен-Эйра составляло 124 083 человека. Образована в 1994 году путём слияния городской территории Каулфилд и части городской территории Мураббин.

## История
На данной территории изначально проживали аборигены племени вурунджери народности кулин, разговаривавшие на диалекте языковой группы войварранг.

### Колонизация
Виктория была объявлена отдельной колонией в 1851 году.
Территория начала заселяться с 1850-х годов. Глен-Эйра первоначально представляла собой болотистую равнину с фермами на севере и садами на юге. Через болота и песчаные пустоши в центре территории были проложены дороги. Они постоянно разбивались фермерскими повозками, что делало проезд затруднительным.

## Население

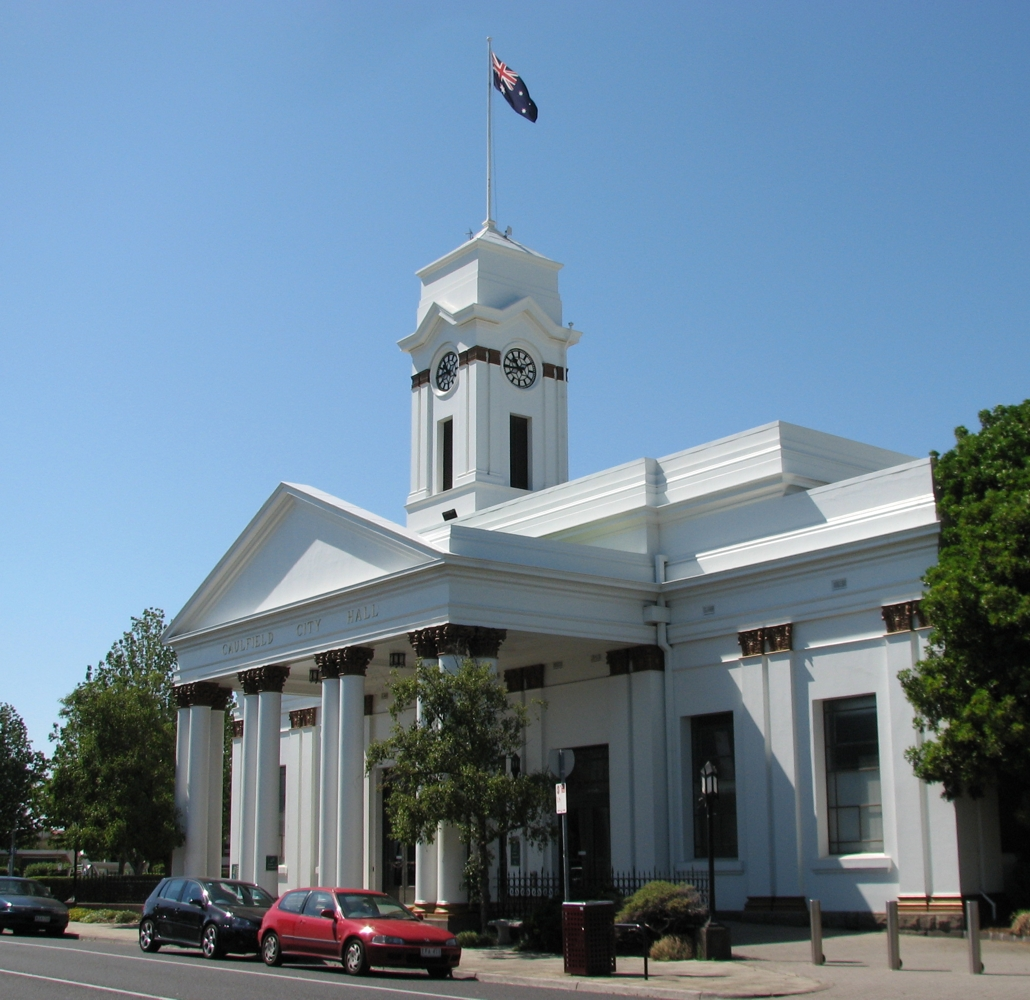
Таун холл Глен-Эйра в Каулфилде

Население городской территории этнически разнообразно. В районах Элстернвик, Восточный Сент-Килда и Каулфилд проживает большая еврейская община. Также в Глен-Эйра проживают значительные группы выходцев из Греции, Италии, Польши, Китая и России. Средний возраст и уровень доходов жителей городской территории немного выше, чем в целом по Мельбурну.

## Районы Глен-Эйра
- Бентлей
- Восточный Бентлей
- Восточный Брайтон — частично
- Каулфилд
- Восточный Каулфилд
- Северный Каулфилд
- Южный Каулфилд
- Карнеги
- Элстернвик
- Гарденвэйл
- Глен-Хантли
- Маккиннон
- Муррамбина
- Ормонд
- Восточный Сент-Килда — частично